# Jochen Böhler

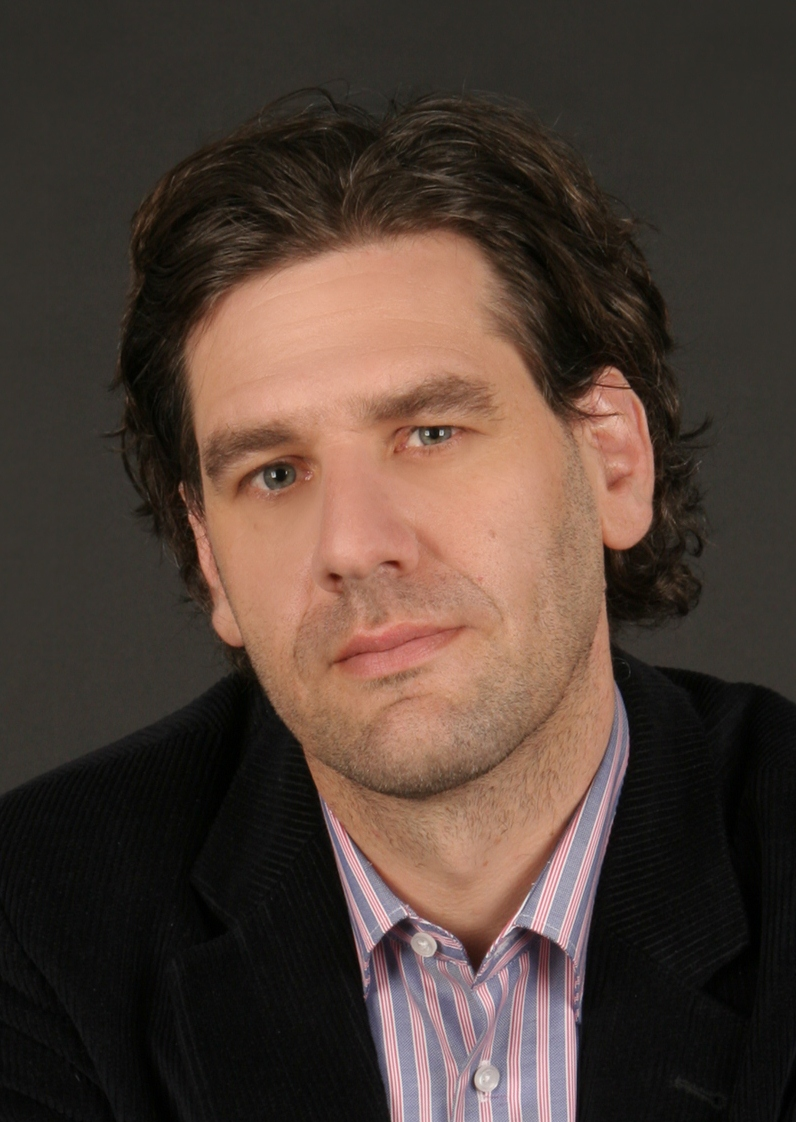
Jochen Böhler (2009)

Jochen Böhler (* 11. Dezember 1969 in Rheinfelden (Baden)) ist ein deutscher Historiker und Direktor des Wiener Wiesenthal Instituts für Holocaust-Studien. Seine Spezialgebiete sind die Militärgeschichte des Zweiten Weltkriegs, die Deutsche Besetzung Polens 1939–1945, die Täterforschung zum Holocaust und die Endkämpfe des Ersten Weltkriegs in Ostmitteleuropa 1918–1923.

## Leben
Böhler studierte von 1993 bis 1999 Mittlere und Neuere Geschichte, Ethnologie und Volkswirtschaft an der Universität zu Köln mit Magisterabschluss. 2004 wurde er bei Jost Dülffer in Köln über das Thema Auftakt zum Vernichtungskrieg. Die Wehrmacht in Polen 1939 promoviert. 2006 erschien die Dissertation als Buchveröffentlichung und wurde in die Schriftenreihe der Bundeszentrale für Politische Bildung aufgenommen.
Von 2000 bis 2010 war er Wissenschaftlicher Mitarbeiter am Deutschen Historischen Institut Warschau. Dort war Böhlers Schwerpunkt im Forschungsbereich IV (Gewalt und Fremdherrschaft im Zeitalter der Extreme) angesiedelt und hatte Untersuchungen zum Thema Wehrmacht und Besatzungsalltag zum Gegenstand. Weitere Arbeitsgebiete waren Drittes Reich, Zweiter Weltkrieg, Deutsche Besatzung in Polen 1939–1945, NS-Verbrechen und Täterforschung.
Böhler arbeitete zudem von 2006 bis 2009 als Historischer Sachverständiger des Landessozialgerichts Nordrhein-Westfalen zu das Ghettorentengesetz betreffenden Fällen und war Mitunterzeichner des Historikerappells, in dem vor „besorgniserregenden Fehlentwicklungen“ hinsichtlich der Auslegung des Gesetzes durch deutsche Rentenversicherer gewarnt wurde. Er war 2008/2009 beratender Historiker der ARD-Produktion Der Überfall und 2009/2010 Wissenschaftlicher Mitarbeiter der Unabhängigen Historikerkommission zur Aufarbeitung der Geschichte des Auswärtigen Amts in der Zeit des Nationalsozialismus und in der Bundesrepublik sowie Mitautor des entsprechenden Forschungsbandes Das Amt und die Vergangenheit.
Von 2010 bis 2019 war Böhler Wissenschaftlicher Mitarbeiter am von Joachim von Puttkamer und Włodzimierz Borodziej geleiteten Imre Kertész Kolleg – Europas Osten im 20. Jahrhundert. Historische Erfahrungen im Vergleich an der Friedrich-Schiller-Universität Jena. Dort war Böhler für den Forschungsbereich Krieg, Gewalt, Repression in Ostmitteleuropa im 20. Jahrhundert zuständig. Seine eigenen Forschungen und Publikationen in diesem Bereich konzentrierten sich dabei auf gewaltsame Konflikte in der Region gegen Ende des Ersten Weltkriegs sowie die Rekrutierung von nicht-Deutschen in die Waffen-SS. Im Rahmen seiner Forschungen zum Ersten und Zweiten Weltkrieg in Europa war er 2017 Gastprofessor am Chaire d’Excellence der Axe 5 von LabEx-EHNE, einem Verbundprojekt der Universitäten Paris-Sorbonne und Nantes. Von Oktober 2019 bis September 2022 vertrat er den Lehrstuhl für Osteuropäische Geschichte an der Friedrich-Schiller-Universität Jena. Seit Oktober 2022 leitet er das Wiener Wiesenthal Institut für Holocaust-Studien.

## Schriften
- (Hrsg. mit Joachim von Puttkamer und Włodzimierz Borodziej) Violence (= The Routledge History Handbook of Central and Eastern Europe in the Twentieth Century, vol. 4 ). Routledge, London 2022. ISBN 978-1-138-30167-2.
- (Hrsg. mit Ota Konrád und Rudolf Kučera) In the Shadow of the Great War. Physical Violence in East-Central Europe, 1917–1923. Berghahn, New York 2021, ISBN 978-1-78920-939-6.
- (Hrsg. mit Vivian Hux Reed) An American in Europe at War and Peace. Hugh S. Gibson’s Chronicles 1918–1919. De Gruyter, Berlin/Boston 2020, ISBN 978-3-11-067213-8. (Auch als Onlineausgabe)
- (Hrsg. mit Włodzimierz Borodziej und Joachim von Puttkamer) Dimensionen der Gewalt. Ostmitteleuropa zwischen Weltkrieg und Bürgerkrieg, 1918–1921. Berlin, Metropol 2020, ISBN 978-3-86331-523-8.
- Civil War in Central Europe: The Reconstruction of Poland, 1918-1921. Oxford University Press, Oxford 2018, ISBN 978-0-19-879448-6. (Gleichzeitig Habilitationsschrift der Universität Jena 2019)
- (Hrsg. mit Vivian Hux Reed, M.B.B. Biskupski und Jan Roman Potocki) An American in Warsaw. Selected Writings of Hugh S. Gibson, U.S. Minister to Poland 1919-1924. Rochester, NY: University of Rochester Press, 2018, ISBN 978-1-58046-929-6.
- (Hrsg. mit Robert Gerwarth) The Waffen-SS. A European History, Oxford University Press, Oxford 2017, ISBN 978-0-19-879055-6
- (Hrsg. mit Joachim von Puttkamer und Włodzimierz Borodziej) Legacies of Violence. Eastern Europe's First World War, Oldenbourg, München 2014, ISBN 978-3-486-85756-6
- (Hrsg. mit Stephan Lehnstaedt) Die Berichte der Einsatzgruppen aus Polen 1939: Vollständige Edition. Metropol, Berlin 2013, ISBN 978-3-86331-138-4
- (Hrsg. mit Stephan Lehnstaedt) Gewalt und Alltag im besetzten Polen 1939–1945 [= Einzelveröffentlichungen des Deutschen Historischen Instituts Warschau; 26]. Fibre, Osnabrück 2012, ISBN 978-3-938400-70-8
- (Hrsg. mit Jacek Andrzej Młynarczyk) Der Judenmord in den eingegliederten polnischen Gebieten 1939–1945, Fibre, Osnabrück 2010, ISBN 978-3-938400-51-7
- Der Überfall. Deutschlands Krieg gegen Polen. Eichborn, Frankfurt 2009, ISBN 3-8218-5706-4
- (mit Klaus-Michael Mallmann und Jürgen Matthäus) Einsatzgruppen in Polen. Darstellung und Dokumentation, Wissenschaftliche Buchgesellschaft, Darmstadt 2008, ISBN 978-3-534-21353-5
- Auftakt zum Vernichtungskrieg. Die Wehrmacht in Polen 1939. S. Fischer, Frankfurt 2006, ISBN 3-596-16307-2. (Reihe Zeit des Nationalsozialismus hrsg. Walter H. Pehle) zugleich Hochschulschrift der Diss. Köln 2004. Publikation des Deutschen Historischen Instituts Warschau.  Gleichzeitig auch als Ausgabe in Schriftenreihe der Bundeszentrale für politische Bildung, Bd. 550, Bonn 2006, ISBN 3-89331-679-5.
- (Hrsg.) „Größte Härte…“ Verbrechen der Wehrmacht in Polen September–Oktober 1939. Ausstellungskatalog, Fibre, Hamburg 2005, ISBN 3-938400-07-2